# Okulowka
Okulowka (russisch Окуловка) ist eine Stadt in der Oblast Nowgorod (Russland) mit 12.464 Einwohnern (Stand 14. Oktober 2010).

## Geografie
Die Stadt liegt in den Waldaihöhen etwa 140 Kilometer östlich der Oblasthauptstadt Weliki Nowgorod an der Peretna, einem linken Nebenfluss der in den Wolchow mündenden Msta.
Okulowka ist Verwaltungszentrum des gleichnamigen Rajons.
Die Stadt liegt an der 1851 eröffneten Bahnstrecke Sankt Petersburg–Moskau, der ehemaligen Nikolaibahn (Streckenkilometer 249), von der hier eine Nebenstrecke nach Neboltschi abzweigt.

## Geschichte
Das Dorf Okulowka wurde erstmals 1495 in einer Nowgoroder Chronik erwähnt.
Um 1850 entstand eine gleichnamige Stationssiedlung im Zusammenhang mit dem Bau der Nikolaibahn.
Die Siedlung wurde 1927 zum Verwaltungszentrum eines Rajons und erhielt am 25. Juni 1928 den Status einer Siedlung städtischen Typs, wie auch der Nachbarort Parachino-Poddubje. Am 12. Januar 1965 wurden beide Siedlungen unter dem Namen Okulowka vereinigt und erhielten das Stadtrecht.

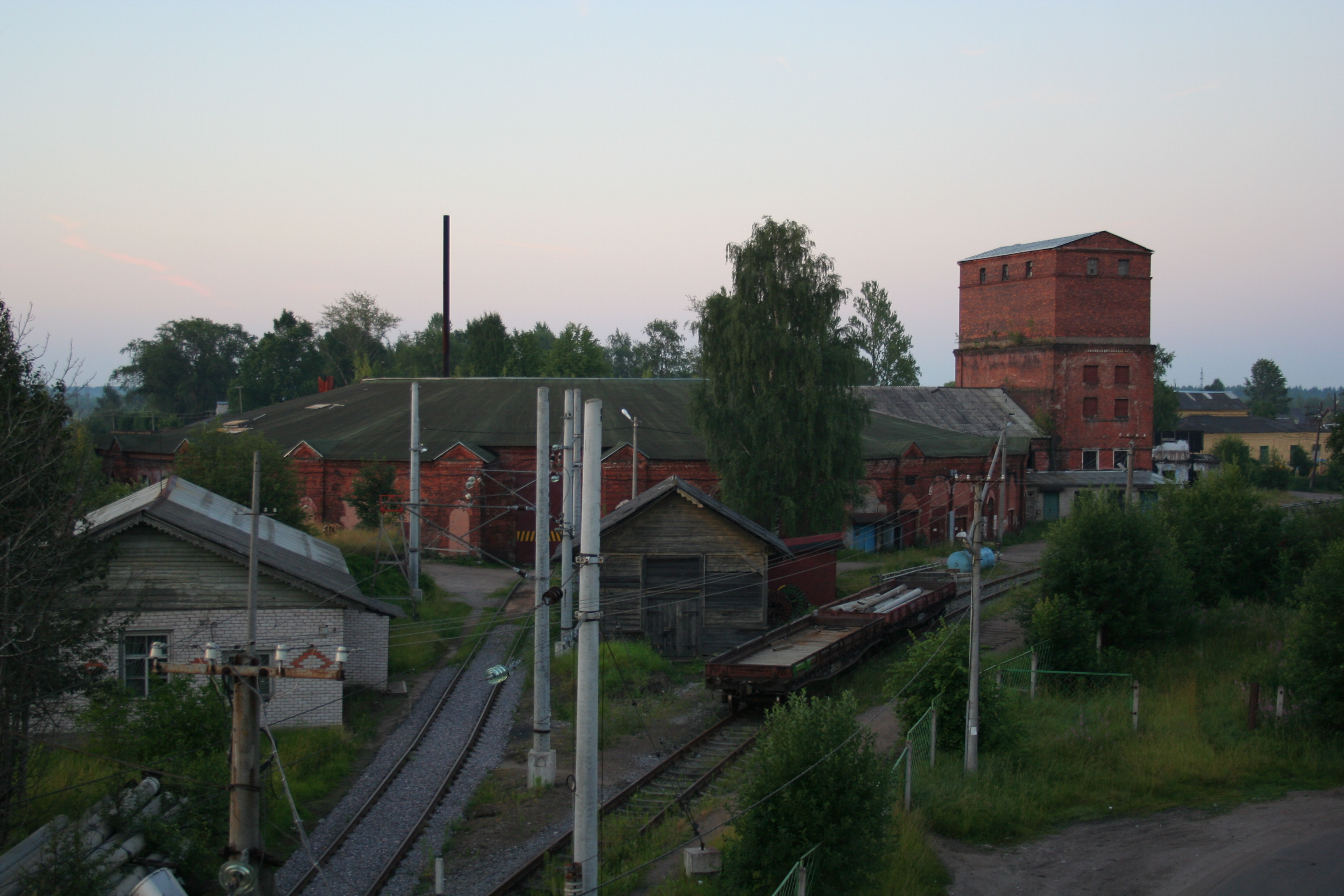
Ehemaliges Bahndepot
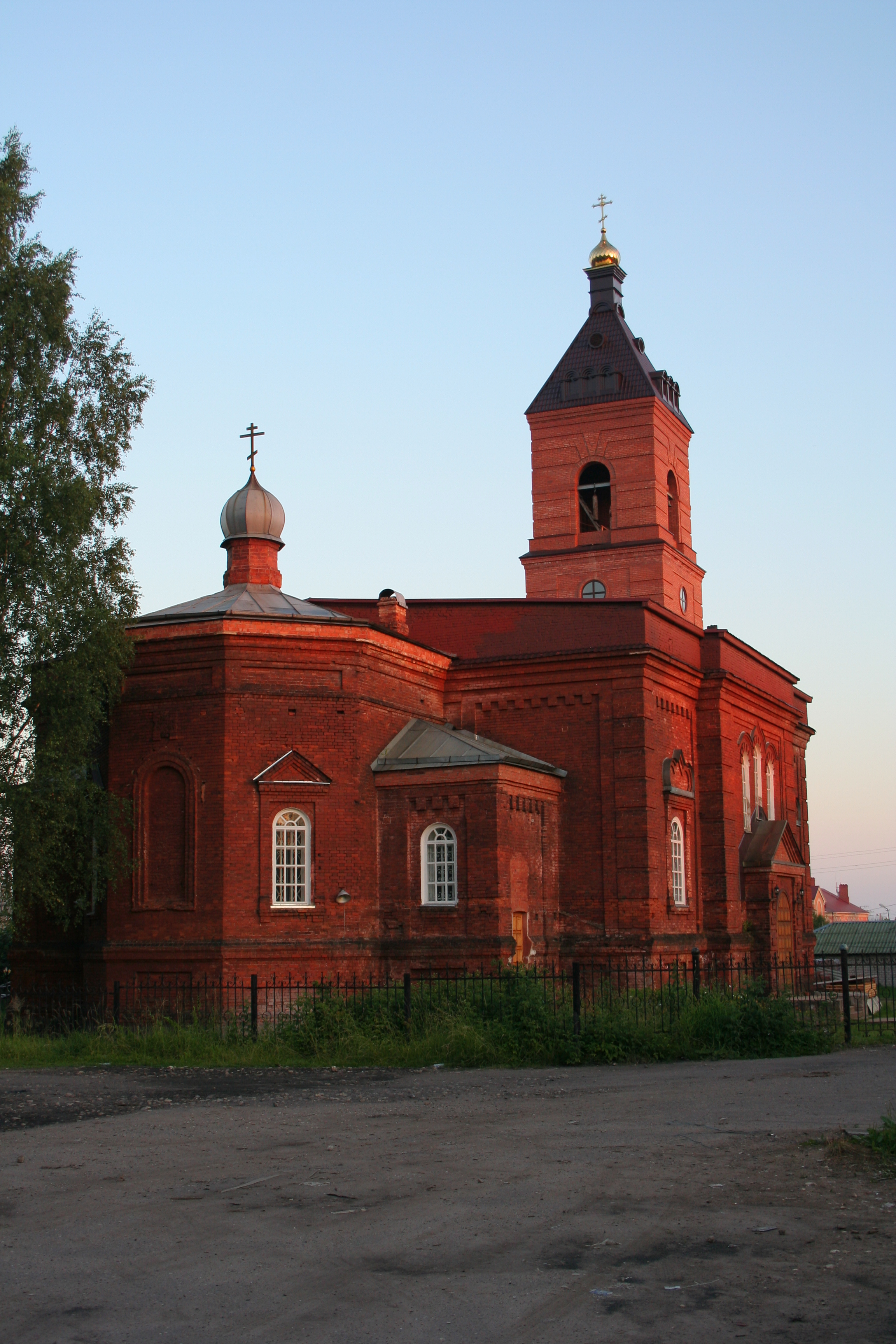
Alexander-Newski-Kirche in Okulowka
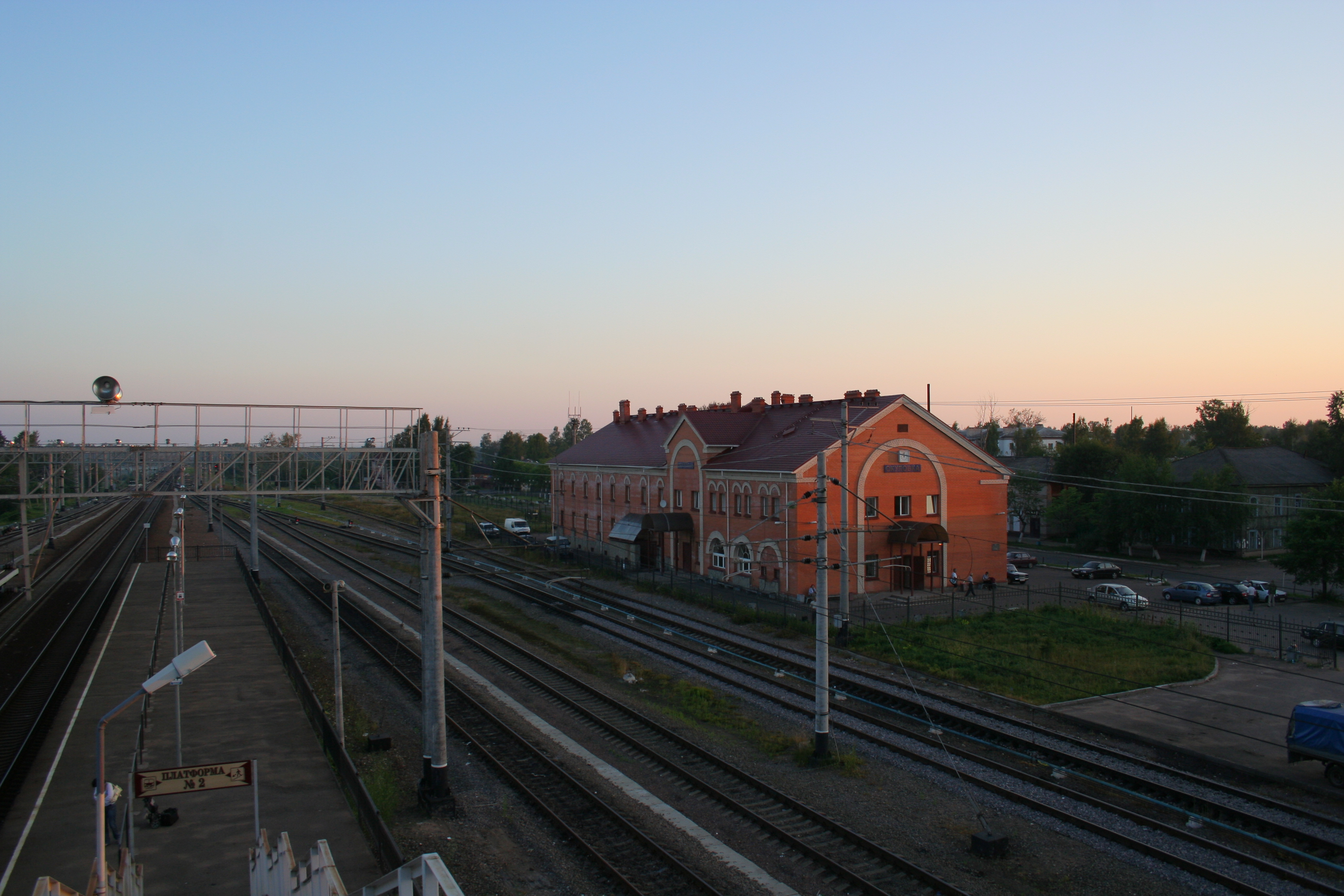
Bahnhof Okulowka

### Bevölkerungsentwicklung
| Jahr | Einwohner | Bemerkung                                       |
| ---- | --------- | ----------------------------------------------- |
| 1897 | 1.716     |                                                 |
| 1939 | 16.887    | davon Okulowka 5.504, Parachino-Poddubje 11.383 |
| 1959 | 20.034    | davon Okulowka 7.682, Parachino-Poddubje 12.352 |
| 1970 | 19.194    |                                                 |
| 1979 | 19.291    |                                                 |
| 1989 | 17.197    |                                                 |
| 2002 | 14.470    |                                                 |
| 2010 | 12.464    |                                                 |

Anmerkung: Volkszählungsdaten

## Kultur und Sehenswürdigkeiten
In Okulowka sind verschiedene Gebäude aus dem 19. Jahrhundert erhalten, so das Depot von 1850 sowie die Wohnhäuser der Familien Soin und Subow vom Ende des Jahrhunderts.
25 Kilometer südöstlich von Okulowka steht die Georgskirche (Георгиевская церковь/Georgijewskaja zerkow) von 1801. In ihrer Nähe liegt der ehemalige Landsitz, auf dem der Anthropologe und Forschungsreisende Nikolai Miklucho-Maklai geboren wurde.

## Persönlichkeiten
- Nikolai Miklucho-Maklai (1846–1888), Anthropologe und Forschungsreisender, wurde bei Okulowka geboren
- Juri Rjorich (1902–1960), Ethnograph, Philologe, Kunstwissenschaftler und Forschungsreisender, wurde in Okulowka geboren

## Wirtschaft und Verkehr
Die größten Betriebe der Stadt sind eine 1896 gegründete Papierfabrik und ein Elektrokabelwerk. Außerdem wird in zwei Werken am Ort gefördertes Mineralwasser abgefüllt (Rodnik Waldaja für Wimm-Bill-Dann Foods und Sem rutschjew).
Okulowka ist an die Autobahn M11 Newa angeschlossen, die 18 km vom Stadtzentrum entfernt ist.